# ستيرلينغ لورد
ستيرلينغ لورد (بالإنجليزية: Sterling Lord)‏ هو وكيل أدبي وشخصية أعمال أمريكي، ولد في 1920.